# Sphodromantis viridis
Sphodromantis viridis är en bönsyrseart som beskrevs av Peter Forsskål 1775. Sphodromantis viridis ingår i släktet Sphodromantis och familjen Mantidae.
Arten delas in i följande underarter:
- S. v. occidentalis
- S. v. simplex
- S. v. viridis
- S. v. barbara
- S. v. inornata
- S. v. meridionalis

## Bildgalleri

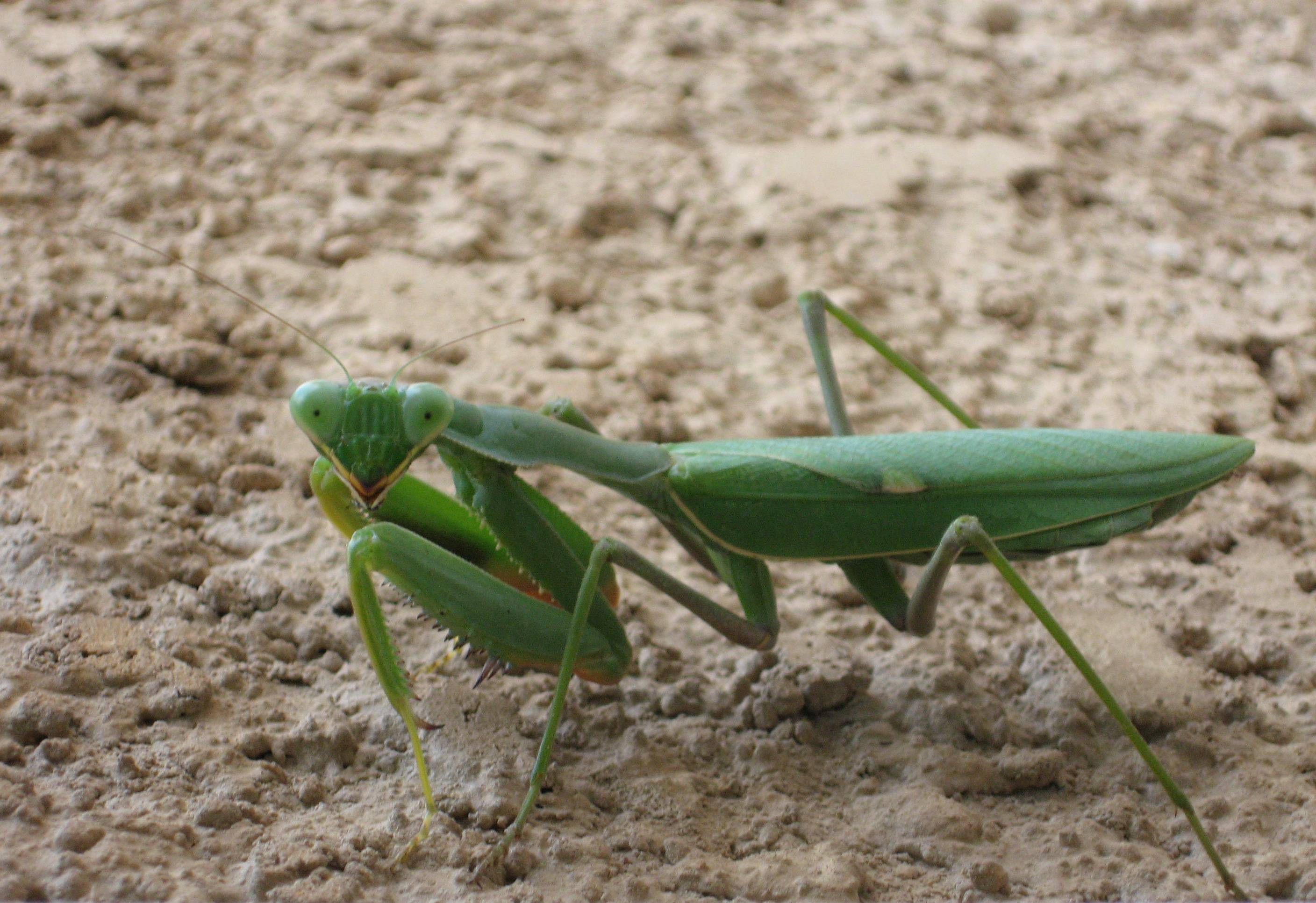
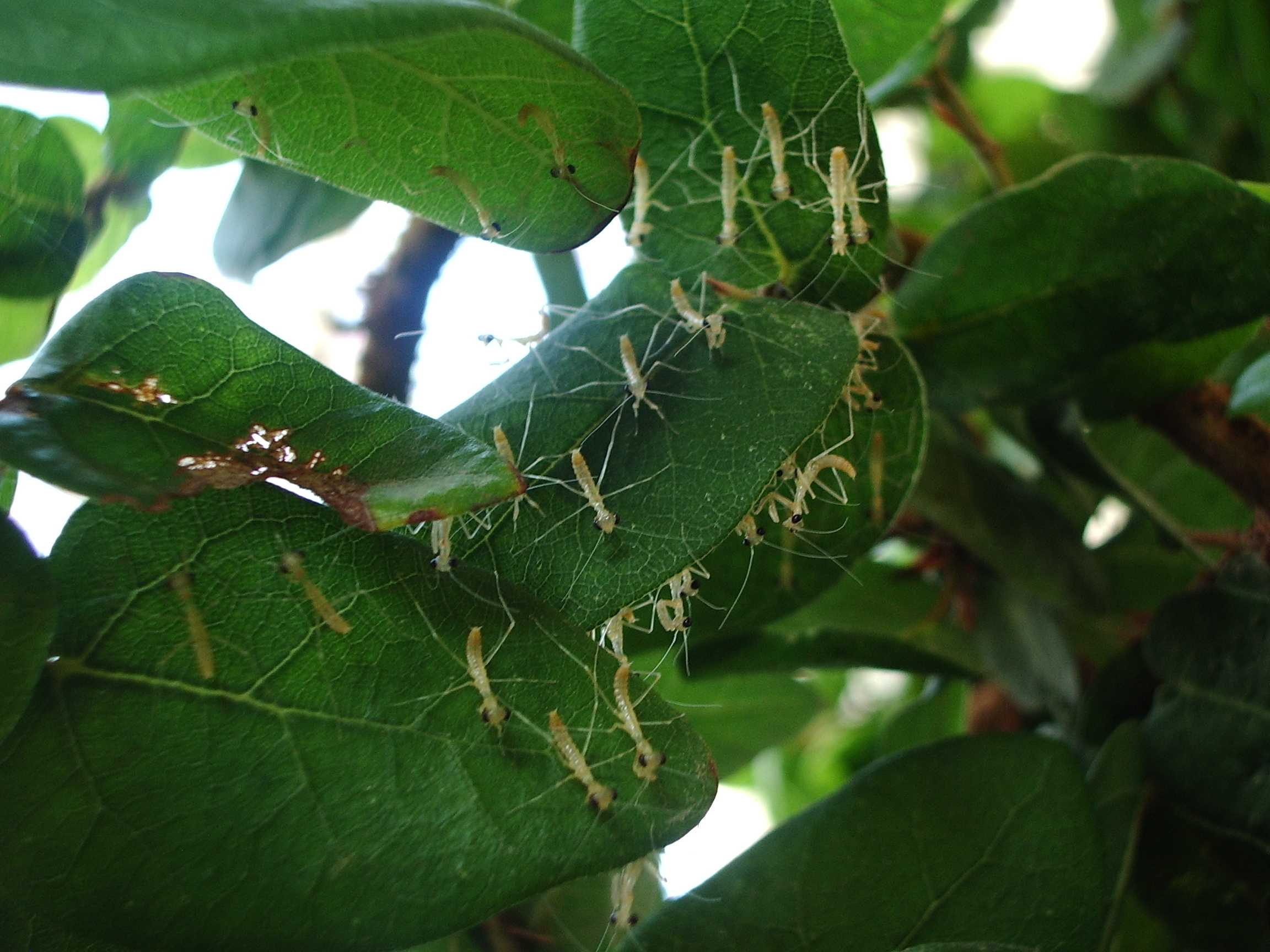
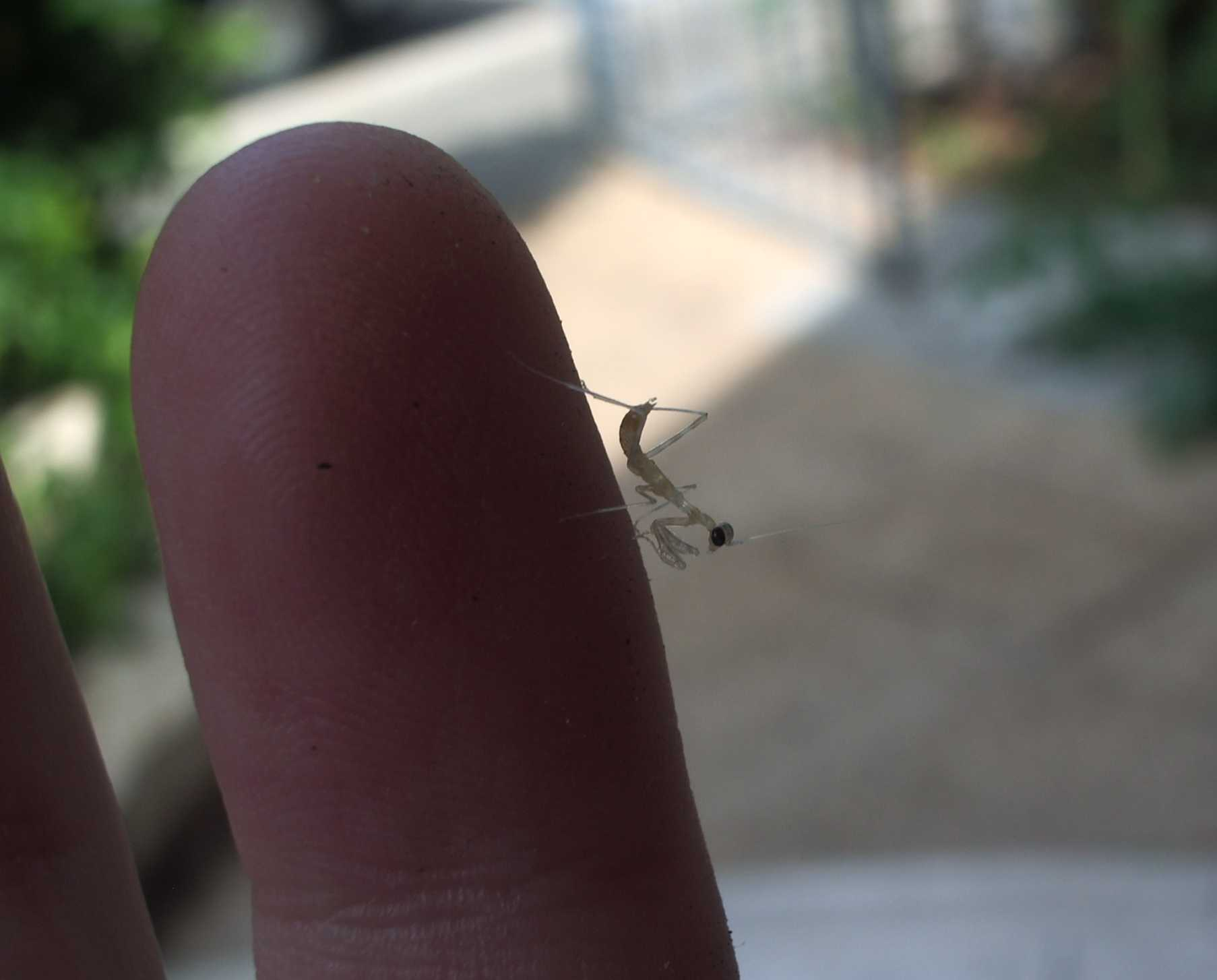
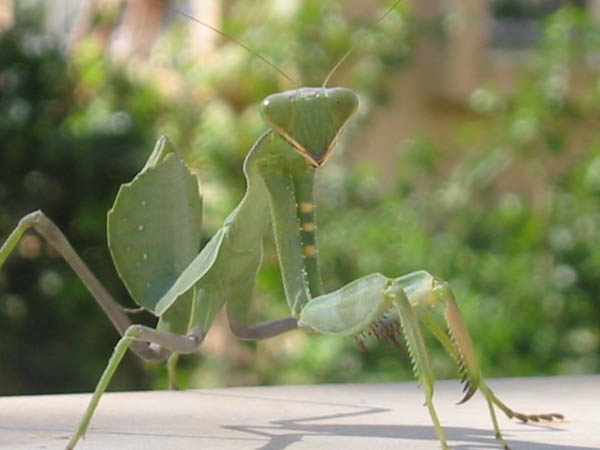